# ケンドール郡 (イリノイ州)
ケンドール郡（英: Kendall County）は、アメリカ合衆国イリノイ州の郡である。人口は13万1869人（2020年）。シカゴ都市圏にあり、2010年までの10年間の成長率は国内最速だった。郡庁所在地はヨークビルであり、同郡で人口最大の都市はオスウェゴである。

## 歴史
ケンドール郡は1841年にラサール郡とケーン郡の一部を合わせて設立された。郡名はエイモス・ケンドールに因んで名付けられた。ケンドールはケンタッキー州フランクフォートの新聞編集者であり、アンドリュー・ジャクソン大統領の重要な忠告者になった。1835年にはアメリカ合衆国郵政長官に就任した。

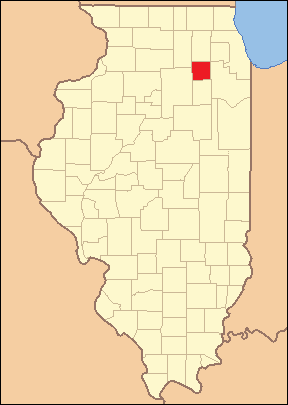
1841年創設時の郡領域、現在も変わっていない

## 地理
アメリカ合衆国国勢調査局に拠れば、郡域全面積は322.32平方マイル (834.8 km2)であり、このうち陸地320.34平方マイル (829.7 km2)、水域は1.98平方マイル (5.1 km2)で水域率は0.61％である。
ケンドール郡は小さな郡だが、急速に成長しており、その人口の大半は郡北東部と、郡北西部を流れるフォックス川沿いに住んでいる。郡内に多くの新しい小区画が建設されており、かなりの人口増に結びついている。郡南部は現在も農業地帯である。モレーン（氷堆石）と呼ばれるもので形成された低い丘の連なりが2つある。2つのモレーンの中でもより目立つランサムが、郡西部と北中部を走っている。このモレーンは800フィート (240 m) 以上の高さになり、郡南部で500フィート (150 m) まで下がっているのと対照的である。もう一つのモレーンであるミヌーカはウィル郡との東部郡境に沿って走っている。この2つのモレーンはオスウェゴ郡区でほぼ直角に交わっている。郡内にはシルバースプリングス州立公園がある。

### 主要高規格道路
- アメリカ国道30号線
- アメリカ国道34号線
- アメリカ国道52号線
- イリノイ州道35号線
- イリノイ州道31号線
- イリノイ州道47号線
- イリノイ州道71号線
- イリノイ州道126号線

### 隣接する郡
- ケーン郡 - 北
- デュページ郡 - 北東
- ウィル郡 - 東
- グランディ郡 - 南
- ラサール郡 - 西
- デカルブ郡 - 北西

## 気候と気象
近年、郡庁所在地であるヨークビル市の平均気温は1月の10°F (-12 ℃) から7月の84°F (29 ℃) まで変化している。過去最低気温は1985年1月に記録された-26°F (-32 ℃) であり、過去最高気温は1936年7月に記録された111°F (44 ℃) である。月間降水量は2月の1.52インチ (39 mm) から7月の4.39インチ (112 mm) まで変化している。

## 郡政府
ケンドール郡郡政委員会は2つの選挙区から選出される10人の委員で構成されている。郡全体を選挙区として選ばれる郡役人は、郡政委員会議長、郡巡回裁判所事務官、検死官、郡事務官、保安官、州検察官、財務官である。

## 人口動態

2000人口ピラミッド

以下は2000年国勢調査による人口統計データである。
- 人口: 54,544人
- 世帯数: 18,798 世帯
- 家族数: 14,963 家族
- 人口密度: 66人/km2（170人/mi2）
- 住居数: 19,519軒
- 住居密度: 24軒/km2（61軒/mi2）

人種別人口構成
- 白人: 92.88%
- アフリカン・アメリカン: 1.32%
- ネイティブ・アメリカン: 0.19%
- アジア人: 0.88%
- 太平洋諸島系: 0.02%
- その他の人種: 3.38%
- 混血: 1.34%
- ヒスパニック・ラテン系: 7.49%

先祖による構成
- ドイツ系：27.2％
- アイルランド系：12.5％
- イギリス系：7.4％
- ポーランド系：5.9％
- ノルウェー系：5.8％
- アメリカ人：5.1％
- イタリア系：5.0％

言語による構成
- 英語：91.6％
- スペイン語：6.5％

年齢別人口構成
- 18歳未満: 29.5%
- 18-24歳: 7.5%
- 25-44歳: 32.4%
- 45-64歳: 22.1%
- 65歳以上: 8.5%
- 年齢の中央値: 34歳
- 性比（女性100人あたり男性の人口）
  - 総人口: 98.7
  - 18歳以上: 95.9

世帯と家族（対世帯数）
- 18歳未満の子供がいる: 41.7%
- 結婚・同居している夫婦: 68.8%
- 未婚・離婚・死別女性が世帯主: 7.5%
- 非家族世帯: 20.4%
- 単身世帯: 16.4%
- 65歳以上の老人1人暮らし: 6.1%
- 平均構成人数
  - 世帯: 2.89人
  - 家族: 3.27人

### 収入
収入と家計
- 収入の中央値
  - 世帯: 64,625米ドル（2007年推計では74,539ドル）
  - 家族: 69,383米ドル（2007年推計では81,517ドル[6]）
  - 性別
    - 男性: 50,268米ドル
    - 女性: 30,415米ドル
- 人口1人あたり収入: 25,188米ドル
- 貧困線以下
  - 対人口: 3.0%
  - 対家族数: 2.0%
  - 18歳未満: 3.5%
  - 65歳以上: 4.5%

## 郡区
ケンドール郡は29キロメートル四方の広さがあり、下記9つの郡区に分割されている。各郡区は1マイル (1.6 km) 四方の小区画36個に分割されるが、フォックス川が郡区の境界に使われているので、ブリストル郡区が最小となり、その代わりにオスウェゴ郡区には面積が付加されている。1829年のプレーリードゥシーン条約によってインディアン土地特許が認められているので、オスウェゴ郡区のモー・エイ・ウェイ居留地と、ナ・オー・セイ郡区のウェイシュ・キー・ショー居留地の存在が、上記区割りの例外となっている。これらの地域は最終的にヨーロッパ出身の開拓者に売却された。下記リストの数字はそれぞれの人口（2010年）である。
- ビッググローブ郡区、1,647
- ブリストル郡区、26,230
- フォックス郡区、1,675
- ケンドール郡区、7,739
- リスボン郡区、899
- リトルロック郡区、13,076
- ナ・オー・セイ郡区、8,145
- オスウェゴ郡区、50,870
- スワード郡区、4,455

## 都市と町
| - オーロラ - 一部はケーン郡、ウィル郡、デュページ郡 - ボルダーヒル - 国勢調査指定地域、一部はオスウェゴ市とモンゴメリー村 - ブリストル、未編入領域 - ヘルマー、未編入領域 - ジョリエット - 主にウィル郡 - リスボン - リトルロック、未編入領域 - ミルブルック - ミリントン - 一部はラサール郡 | - ミヌーカ - 一部はグランディ郡とウィル郡 - モンゴメリー - 一部はケーン郡 - ニューアーク - オスウェゴ - プレーンフィールド - 主にウィル郡 - プラーノ - プラットビル - サンドウィッチ - 主にデカルブ郡、一部はラサール郡 - ヨークビル - 郡庁所在地 |

## 教育
教育学区は以下の通りである
- リスボン・コミュニティ統合教育学区第90
- ニューアーク・コミュニティ統合教育学区第66
- ニューアーク・コミュニティ統合高校学区第18
- オスウェゴ・コミュニティ・ユニット教育学区第308
- プラーノ・コミュニティ・ユニット教育学区第88
- ヨークビル・コミュニティ・ユニット教育学区第115
- 教育学区第101
- 教育学区第201
- 教育学区第202
- 教育学区第429
- 教育学区第430（サンドウィッチコミュニティ教育学区第430）

郡の北半分はコミュニティカレッジ地区第516にあり、シュガーグローブ、オーロラ、プラーノにあるウォーボンシー・コミュニティカレッジが利用されている。南半分はコミュニティカレッジ地区第525にあり、ジョリエットにあるジョリエット・ジュニアカレッジが利用されている。